# Partido di Lanús
Il partido di Lanús è un dipartimento (partido) dell'Argentina facente parte della provincia di Buenos Aires. Il capoluogo è Lanús. Si tratta di uno dei 24 partidos che compongono la cosiddetta "Grande Buenos Aires".
Il confine tra il partido di Lanus e Buenos Aires è marcato per tutta la sua lunghezza dal fiume Riachuelo. Il ponte Alsina unisce Lanus con il quartiere porteño di Nueva Pompeya.

## Geografia antropica

### Suddivisioni amministrative
Il partido di Lanús è composto da 6 località:
| Località             | Popolazione (2001) |
| -------------------- | ------------------ |
| Gerli                | 33.250             |
| Lanús Este           | 55.199             |
| Lanús Oeste          | 156.953            |
| Monte Chingolo       | 85.060             |
| Remedios de Escalada | 81.465             |
| Valentín Alsina      | 41.155             |